# Sandian (sockenhuvudort i Kina, Hubei Sheng, lat 30,93, long 114,79)
Sandian är en sockenhuvudort i Kina. Den ligger i provinsen Hubei, i den centrala delen av landet, omkring 62 kilometer nordost om provinshuvudstaden Wuhan. Antalet invånare är 67 832. Befolkningen består av 32 509 kvinnor och 35 323 män. Barn under 15 år utgör 13,0 %, vuxna 15-64 år 77 %, och äldre över 65 år 9,0 %.
Runt Sandian är det tätbefolkat, med 683 invånare per kvadratkilometer. Närmaste större samhälle är Xinzhou, 7,2 km söder om Sandian. Trakten runt Sandian består till största delen av jordbruksmark.
Genomsnittlig årsnederbörd är 1 738 millimeter. Den regnigaste månaden är juli, med i genomsnitt 284 mm nederbörd, och den torraste är december, med 27 mm nederbörd.